# Leonard Forslund
Leonard Forslund,  född 1959 i Landskrona, är en svensk-dansk målare och konceptkonstnär. Han utbildade sig vid Det Kongelige Danske Kunstakademi i Köpenhamn 1982-1888 och är sedan 1982 bosatt i Danmark.
Han är medlem av konstnärssammanslutningen Grønningen. Han fick Eckersbergmedaljen 2009.

## Offentliga verk (i urval)
- Bad - en scenografisk parallelhistorie, 1998-99, 13 objekt i Musholm Bugt Feriecenter, Musholmvej 100 i Korsør[3]
- Atlas och Intarsia, väggskulptur i akrylplast respektive intarsia i trädörr, 2003, Medborgarhuset i Eslöv[4]
- 8 episodiske indicier, väggmålningar med mera, 2005, Institut for samfundsvidenskabelige Institutter, Campusvej 55 i Odense[5]
- Den store mosaik, utsmyckning av kulturhuset Mosaikken i Kjellerup i Silkeborgs kommun, 2007[6]

Forslund är representerad vid bland annat Kalmar konstmuseum och Norrköpings konstmuseum.